# مارک فرانکل
مارک فرانکل (انگلیسی: Mark Frankel؛ ‏ ۱۳ ژوئن ۱۹۶۲ – ۲۴ سپتامبر ۱۹۹۶) بازیگر اهل بریتانیا بود. وی بین سال‌های ۱۹۹۱ تا ۱۹۹۶ میلادی فعالیت می‌کرد.
از فیلم‌ها یا مجموعه‌های تلویزیونی که وی در آن‌ها نقش داشته‌است، می‌توان به کاترین جوان، به خاطر رزانا و فصلی از زندگی بزرگان اشاره نمود.